# Gareth Southgate
Gareth Southgate (* 3. září 1970, Watford, Anglie, Spojené království) je bývalý anglický fotbalový obránce a reprezentant a později trenér.
Od září 2016 do července 2024 byl hlavním koučem anglické reprezentace.

## Klubová kariéra
Southgate hrál ve své profesionální kariéře za anglické kluby Crystal Palace, Aston Villa a Middlesbrough.

## Reprezentační kariéra
V A-mužstvu Anglie debutoval 12. 12. 1995 na stadionu Wembley v Londýně v přátelském zápase s Portugalskem, který skončil remízou 1:1. celkem odehrál v letech 1995–2004 za anglický národní tým 57 zápasů a vstřelil 2 góly.
Zúčastnil se MS 1998 ve Francii, MS 2002 v Japonsku a Jižní Koreji, EURA 1996 v Anglii a EURA 2000 v Nizozemsku a Belgii.
 Na domácím EURU 1996 neproměnil v semifinále proti pozdějšímu vítězi celého turnaje Německu penaltu v závěrečném penaltovém rozstřelu a Angličané byli vyřazeni. Tento moment se stal zlomovým v jeho reprezentační kariéře.

## Trenérská kariéra
V letech 2006–2009 vedl jako hlavní kouč Middlesbrough. V srpnu 2013 jej Anglická fotbalová asociace ustanovila trenérem anglické reprezentace do 21 let. Anglickou jedenadvacítku dovedl na evropský šampionát 2015 konaný v České republice.
27. září 2016 převzal po Samu Allardycem anglickou seniorskou reprezentaci (Allardyce vedl Anglii pouze v jediném zápase: kvalifikačním utkání proti Slovensku (výhra 1:0), poté vyšlo najevo jeho korupční jednání a byl odvolán). Southgate si ve svém prvním utkání na lavičce Albionu vychutnal 8. října 2016 výhru 2:0 nad Maltou v kvalifikaci na MS 2018 v Rusku. Původně mělo být jeho jmenování pouze dočasným řešením, než Anglická fotbalová asociace nalezne vhodnějšího adepta, ale Southgate si vedl zdatně (mj. kvalifikační výhra 3:0 proti Skotsku a přátelská remíza 2:2 se Španělskem) a 30. listopadu 2016 mu byla nabídnuta čtyřletá smlouva pro hlavního kouče Albionu.